# Jan Bielawski (poseł)
Jan Bielawski (ur. 1864 w Nasiechowicach, zm. 5 sierpnia 1916 tamże) – działacz społeczny i oświatowy, polityk, działacz i członek Centralnego Komitetu Stronnictwa Narodowo-Demokratycznego, poseł do Dumy Państwowej.

## Życiorys
Urodził się w małorolnej rodzinie chłopskiej jako syn Błażeja. Do szkoły elementarnej chodził w rodzinnej wsi, dalsze wykształcenie zdobył jako samouk. W 1899 roku należał do czołowych współzałożycieli i organizatorów miechowskiej Spółki Rolnej „Jutrzenka”, będącej pierwszą spółką rolniczą w Królestwie Polskim, i Miechowskiej Spółki Hodowli Bydła. We wrześniu 1903 roku był jednym z inicjatorów wystawy chłopskiej w Miechowie. W grudniu 1905 roku znajdował się w prezydium zjazdu chłopskiego w Warszawie, zwołanego z inicjatywy Ligi Narodowej. Współpracował z pismami: „Zorzą”, nielegalnym „Polakiem”, którego egzemplarze przemycał z Krakowa, i w latach 1906–1907 z dziennikiem „Naród”.
Od ok. 1899 roku działał w tajnym Towarzystwie Oświaty Narodowej. Był członkiem Stronnictwa Narodowo-Demokratycznego na Kielecczyźnie, wchodząc do jego Komitetu Centralnego. Przed wyborami do parlamentu Imperium Rosyjskiego zaangażował się w prace Centralnego Komitetu Wyborczego w Warszawie, którym kierował Henryk Sienkiewicz. Pod koniec stycznia 1907, kiedy został kandydatem w wyborach, zrezygnował z uczestnictwa w Komitecie Wyborczym. Został wybrany posłem do II Dumy z guberni kieleckiej (1907); pracował w Komisji Agrarnej. Po wprowadzeniu nowej ordynacji wyborczej opowiedział się na łamach „Narodu” za wybieraniem na posłów ludzi wykształconych, dobrych polityków, a tym samym za rezygnacją chłopów ze startu w wyborach. Z tego względu nie kandydował do III Dumy, był za to wyborcą z powiatu miechowskiego.
Działał następnie w nowo utworzonym kółku rolniczym w Miechowie oraz społecznie w swoim regionie. Zmarł w 1916 roku w Nasiechowicach, gdzie został pochowany.